# Takeo Sakai
Takeo Sakai (酒井武雄, Sakai Takeo) (10 maggio 1952) è un giocatore di bowling giapponese.
Ha due figlie, Mika e Reika, anche loro bowlers professioniste.

## Biografia
Debutta professionalmente nel 1971. Al 2014 vanta 34 vittorie e 24 perfect game. Nel circolo dei bowler professionisti maschili in Giappone è uno dei migliori assieme a Yajima Junichi e a Nishiro Masaaki. Negli anni recenti ha partecipato ad attività promozionali con le figlie, rilasciando dei DVD con lezioni sul gioco del bowling.